# دار القاضى (بني مطر)

تعديل مصدري - تعديل

دار القاضي هي إحدى قرى عزلة شهاب الأعلى بمديرية بني مطر التابعة لمحافظة صنعاء، بلغ تعداد سكانها 505 نسمة حسب تعداد اليمن لعام 2004.